# Sepedon tenuicornis
Sepedon tenuicornis är en tvåvingeart som beskrevs av Cresson 1920. Sepedon tenuicornis ingår i släktet Sepedon och familjen kärrflugor. Inga underarter finns listade i Catalogue of Life.